# Вальтер Беніке
Вальтер Беніке (Walter Boenicke; 15 грудня 1895, Радіслебен — 21 квітня 1947, Мюнстер) — німецький офіцер, генерал авіації (1 березня 1945). Кавалер Лицарського хреста Залізного хреста.

## Біографія
Учасник Першої світової війни. Спочатку служив у піхоті, в 1917 році перейшов у авіацію. Після демобілізації армії залишений у рейхсвері. З листопада 1928 по квітня 1931 року проходив підготовку в секретному авіаційному училищі в Липецьку. З 1 жовтня 1931 року — радник з питань авіації у штабі 1-ї дивізії. З 1 жовтня 1933 року — штабний офіцер для доручень при командуванні сухопутними військами. 1 квітня 1934 року перейшов у люфтваффе. З 1935 року — в Імперському міністерстві авіації. З 1 квітня 1938 року — командир 12-ї розвідувальної групи і комендант авіабази Штаргарда.
З 1 лютого 1939 року — начальник відділу Імперського міністерства авіації. З 22 червня 1940 року — начальник штабу 1-го авіаційного корпусу, з 10 листопада 1941 року — фортеці «Крит», з 18 червня 1942 по 1 листопада 1943 року — авіаційного командування «Центр». З 6 січня 1944 року — командир 3-ї авіаційної дивізії. 17 лютого 1944 року важко поранений. З 20 лютого по 26 квітня 1945 року — начальник 3-ї повітряної області (Берлін). В червні 1945 року заарештований британською окупаційною владою. Покінчив життя самогубством.

## Нагороди
- Залізний хрест 2-го і 1-го класу
- Нагрудний знак пілота-спостерігача (Пруссія)
- Хрест «За військові заслуги» (Мекленбург-Шверін) 2-го класу
- Військовий Хрест Фрідріха (Ангальт)
- Королівський орден дому Гогенцоллернів, лицарський хрест з мечами
- Почесний хрест ветерана війни з мечами
- Медаль «За вислугу років у Вермахті» 4-го і 3-го класу (12 років)
- Комбінований Знак Пілот-Спостерігач
- Застібка до Залізного хреста 2-го і 1-го класу
- Німецький хрест в золоті (20 березня 1944)
- Лицарський хрест Залізного хреста (14 травня 1944)